# سینچو
سینچو (به لاتین: Hsinchu) شهری در شمال غربی تایوان است که در استان تایوان تایپه واقع شده‌است. این شهر با ۴۴۸٬۲۰۷ سکنه، پرجمعیت‌ترین شهر است که در میان شهرهای بزرگ خاص نیست.

## خصوصیات
سینچو ۱۰۴٫۰۹۶۴ کیلومترمربع مساحت و ۴۴۸٬۲۰۷ نفر جمعیت دارد.

## خواهرخوانده
شهرهای اوکایاما، ریچلند، واشینگتن، کوپرتینو، کالیفرنیا، کری، کارولینای شمالی و چیایای خواهرخوانده‌های سینچو هستند.